# 90 км (зупинний пункт, Придніпровська залізниця)
90 кіломе́тр — пасажирський  залізничний зупинний пункт Дніпровської дирекції Придніпровської залізниці на електрифікованій лінії Роз'їзд № 5 — Павлоград I між станціями Богуславський (5 км) та Миколаївка-Донецька (23 км). Розташований поблизу села Олефірівка Синельниківського району Дніпропетровської області.

## Пасажирське сполучення
Раніше на платформі 90 км зупинялися приміські електропоїзди, що прямували до станцій Новомосковськ, Синельникове І , Дніпро-Головний. Наразі прямують лише приміські електропоїзди сполученням Лозова — Покровськ. 